# Przybyłów
Przybyłów [pʂɨˈbɨwuf] är en by i Powiat kolski i det polska vojvodskapet Storpolen. Przybyłów är beläget 7 kilometer sydost om Koło och 126 kilometer öster om Poznań.
Przybyłów var åren 1975–1998 beläget i Konins vojvodskap.